# Schefflera schumanniana
Schefflera schumanniana är en araliaväxtart som beskrevs av Hermann August Theodor Harms. Schefflera schumanniana ingår i släktet Schefflera och familjen araliaväxter.
Artens utbredningsområde är Papua Nya Guinea. Inga underarter finns listade.